# Le Trompette de la Bérésina
Le Trompette de la Bérésina est un feuilleton télévisé français en huit épisodes de 18 minutes, créé par Michel de Ré d'après le roman éponyme de Ponson du Terrail, réalisé par Jean-Paul Carrère et diffusé du 26 au 31 décembre 1966 sur la première chaîne de l'ORTF.

## Synopsis
Ce feuilleton met en scène les mésaventures d'Anselme Le Galoubet, soldat dans la Grande Armée, lors de la campagne de Russie.
Dans le titre, le mot « trompette » désigne le militaire qui joue de la trompette de cavalerie.

## Distribution
- Claude Aufaure : Le jeune soldat
- Dominique Paturel : Anselme Le Galoubet
- Christiane Minazzoli : Myonnette/La Générale de Bertrant
- Olivier Hussenot : François le manchot
- Renée Legrand : Suzanne
- Germaine Delbat : La mère Marianne
- Cécile Sandonat : Nanette
- Michel Barbey : Simon
- Marcel Champin : Mathurin
- André Oumansky : Marcelin/Le Général de Bertrant
- Jean Dasté : Le roi des Gitans
- Georges Bever : Le père Aubin
- Dominique Zardi : Un gendarme

## Épisodes
1. Anselme Le Galoubet
2. Le Secret de Myonnette
3. Le Trompette de l'Empereur
4. Le Double crime de Marcelin
5. Le Prisonnier du Caucase
6. La Générale de Bertrant
7. La fille du Trompette
8. Le Châtiment